# Robert Grubbs
Robert Howard Grubbs (Marshall County (Kentucky), 27 februari 1942 – Duarte (Californië), 19 december 2021) was een Amerikaanse scheikundige. Hij kreeg in 2005 samen met Yves Chauvin en Richard Schrock de Nobelprijs voor Scheikunde voor zijn bijdrage aan de metathesemethode in de organische chemie.

## Biografie
Grubbs werd geboren in Marshall County, nabij Paducah, in de Amerikaanse staat Kentucky als zoon van Howard en Faye Grubbs. Na het afronden van zijn middelbare schoolopleiding aan de Paducah Tilghman High School in 1959 ging hij scheikunde studeren aan de Universiteit van Florida. Hij verkreeg er zijn Bachelor en Master of Science in respectievelijk 1963 en 1965. Vervolgens ging hij naar de Columbia-universiteit alwaar hij in 1968 promoveerde. Na een jaar als postdoc aan de Stanford-universiteit werd hij in 1969 docent scheikunde aan de Michigan State University. In 1978 stapte hij over naar het California Institute of Technology (CalTech), waar hij hoogleraar scheikunde werd. In 1990 werd hij er Victor and Elizabeth Atkins Professor of Chemistry.
Grubbs overleed op 79-jarige leeftijd aan een hartaanval. Ten tijde van zijn overlijden was hij onder behandeling in een kliniek voor lymfeklierkanker.

## Werk
Voortbordurend op het pionierswerk van Chauvin en Schrock bedacht en ontwikkelde Grubbs begin jaren 1990 een verbeterde, luchtstabiele metaalkatalysator (Grubbs' katalysator) die toegepast kan worden in alkeenmetathese-processen. Deze katalysator gaf niet alleen betere resultaten, maar bleek ook heel efficiënt te zijn. Vandaag de dag wordt metathese toegepast in onder andere de chemische industrie, de biotechnologie en de voedselindustrie, met name bij de fabricage van nieuwe moleculen in geneesmiddelen en speciale kunststoffen.
Naast de Nobelprijs werd Grubbs in 2000 onderscheiden met de Benjamin Franklin Medal van het Franklin Institute.